# Zabola
Zabola (románul Zăbala, németül Gebissdorf) falu Romániában, Erdélyben, Kovászna megyében. Községközpont, Székelypetőfalva, Székelytamásfalva és Szörcse tartozik még hozzá. Páva község 1964-ben olvadt bele.

## Nevének eredete
Neve a magyar zabla főnévből származó Zabla személynévből ered.

## Fekvése
Kézdivásárhelytől 14 km-re délre, a Zabola-patak hordalékkúpján fekszik.

## Története
Ősidők óta lakott hely. A határában nyugatra 2 km-re emelkedő Tatárdombon bronzkori honfoglalás kori temetőt tártak fel. Valószínűleg itt temették el az 1658. évi tatár betörés áldozatait is. 1466-ban székely nemzetgyűlés színhelye volt, 1478-ban a Mikes család vásártartási jogot nyert. 1910-ben 3166 lakosából 2650 magyar, 425 román, 29 német volt. A trianoni békeszerződésig Háromszék vármegye Orbai járásához tartozott.

## Népesség
1992-ben 3555 lakosából 2427 fő magyar, 934 román, 190 cigány volt.
2002-ben 3462 lakosa közül 2352 fő (67,9%) magyar, 888 (25,6%) román nemzetiségű, 221 (6,4%) pedig cigány etnikumú volt.

## Látnivalók

### Református templom
Református erődtemploma 14. századi, melyet a 16. században átépítettek. A templom az egykori Páva falu területén fekszik, szentélyén a falu címere látható. 1666-ban és 1778-ban tornyát újjá kellett építeni, majd az 1802. évi földrengés után ezt is le kellett bontani, és 1847-ben készült el az új. 16. századi védőfalait 1838-ban alacsonyították le. Az erődtemplom valószínűleg egy korábbi vár felhasználásával épült, melyet egykor vizesárok és lőréses bástya védett. A templom északi falrésze az 1977-es földrengésben leomlott, de helyreállították.
- A római katolikus templom 1860-ban épült a Szent Kereszt tiszteletére, a hívek addig a Mikes-kastély melletti kápolnát használták, melyet az 1850-es években bontottak le. Mikes Benedek építtette, felhasználva a Mikes-kastély kertjében levő egykori, kápolna kőanyagát.

### Mikes-kastély

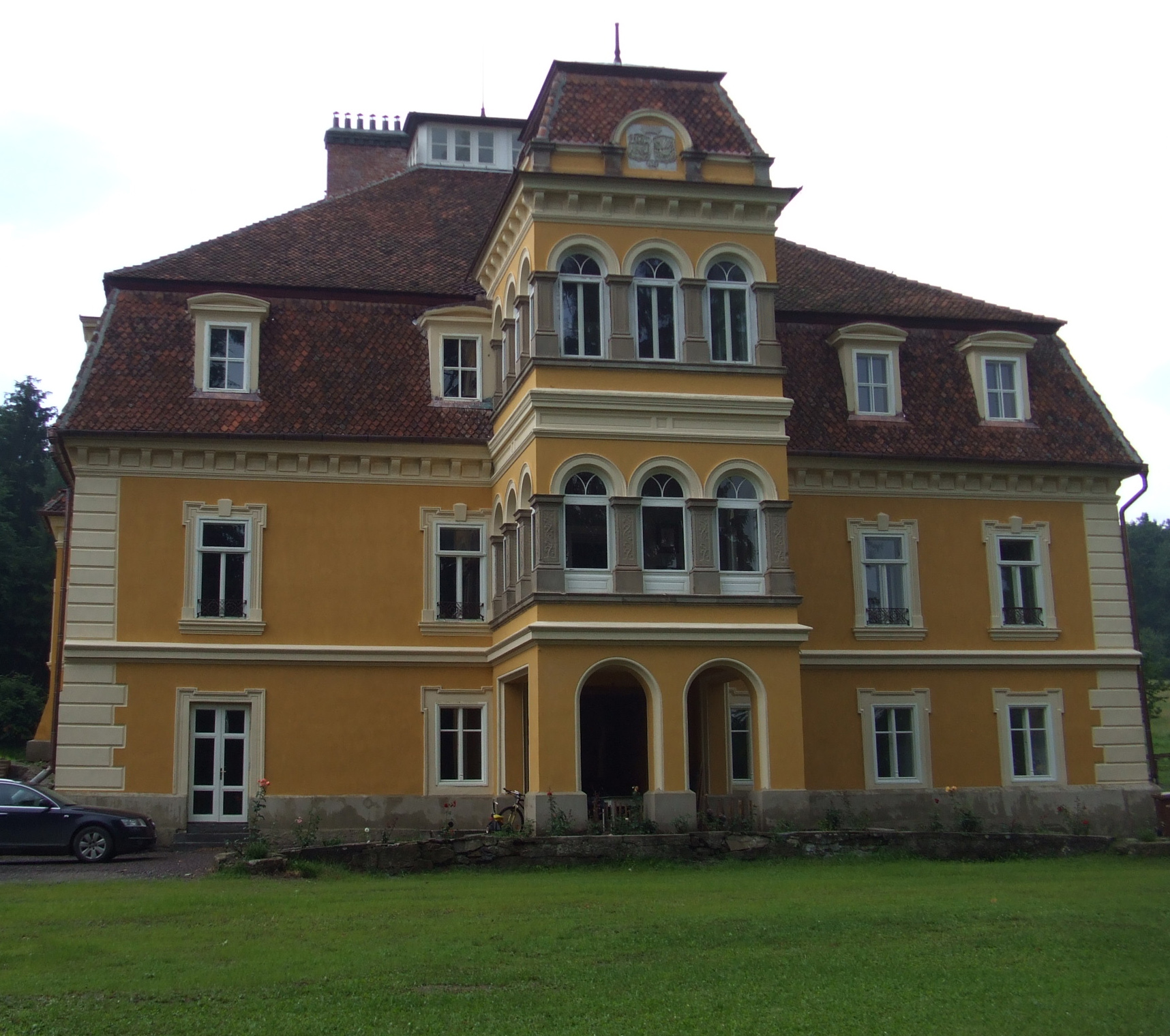
Mikes-kastély

A zabolai Mikes-kastély valószínűleg a 15. században épült, de 1629-ben már biztosan állott. Itt nevelkedett 10 éves koráig Zágoni Mikes Kelemen, II. Rákóczi Ferenc titkára. A kastélyt 1867-ben gr. Mikes Benedek átalakíttatta. Itt született a Mikes család több neves tagja. 34 ha angol parkja arborétum. A parkban nyugszik gróf Mikes Kelemen honvéd ezredes, aki 1849. január 21-én Nagyszeben ostromakor esett el. 1848-ban július végétől nagy szerepet játszott az úgynevezett „Kossuth”, a későbbi Mátyás-huszárezred megszervezésében és vezetésében. Sírboltját 1944 után többször kifosztották, végül lebontották. 1998-ban avatták fel emlékművét.

### Egyéb
- Csángó Néprajzi Múzeum
- A 17. századi Basa-kúria a 19. században pusztult el.
- Ortodox fatemploma 1777-ben,[4] kőtemploma 1835-ben épült.

## Híres emberek
- Itt, Háromszék vármegyében anyai nagyszülei gr. Mikes Zsigmond háromszéki főkirálybíró és ábránfalvi Ugron Juliánna házánál, született 1805. szeptember 4-én Hidvégi gr. Mikó Imre politikus, történész, az erdélyi reformellenzék vezető alakja, az agyagfalvi székely nemzetgyűlés elnöke, főkormányszéki elnök, majd miniszter, a kolozsvári Erdélyi Múzeum-Egyesület alapítója, a magyar színház és a nagyenyedi kollégium megújítója, támogatója.
- Mikes János, akinek személyéhez kapcsolódik a kézdiszentléleki Tarnóczi Sarolta elrablásának története. Ez az esemény képezi cselekményét Kemény Zsigmond Özvegy és lánya című regényének.
- gr. Mikes Benedek, (1819–1878), a vaskoronarend tulajdonosa, Tusnádfürdő újjáépítésében úttörő szerepet vállal
- gr. Mikes Kelemen (honvédtiszt), (1820–1849) erdélyi reformpolitikus, 1848. július végétől az akkor még Kossuth önkéntes csapat szervezője gr. Bethlen Gergellyel Kolozsvárt. Augusztus 23-tól főszázados az 1. századnál, szeptembertől őrnagy az 1. osztálynál. November 1-jétől ezredes, a Mátyás-huszárezred parancsnoka. Bem erdélyi hadjáratában dandárparancsnok, Nagyszeben ostrománál hősi halált halt.
- gr. Mikes Ármin, iparos, császári és királyi kamarás
- Itt született gr. Mikes János, (1876–1945), szombathelyi római katolikus püspök, címzetes érsek, a székelyudvarhelyi római katolikus főgimnázium építtetője, bőkezű kultúrmecénás.
- dr. Pozsony Ferenc (1955. április 16.) néprajzkutató, a Magyar Tudományos Akadémia külső tagja, a helyi Csángó Néprajzi Múzeum alapítója.
- Itt élt Kádár L. Gellért színész, aki a Hunyadi János című sorozat címszereplője.